# Hkakabo Razi
Hkakabo Razi (barmsky ခါကာဘိုရာဇီ, česky též Kchakabo Razi) je nejvyšší hora Myanmaru a Jihovýchodní Asie.

## Poloha
Hkakabo Razi se nachází v severním Myanmaru, v Kačjinském státě, v Národním parku Hkakabo Razi, blízko hranic Myanmaru s Tibetem (Čínskou lidovou republikou).

## Prvovýstup
Okolí hory je těžce přístupné a pro cizince bylo uzavřeno až do roku 1993. Prvovýstup tak proběhl až na konci 20. století, 15. září 1996. Na vrchol Hkakabo Razi jako první vystoupili Japonec Takaši Ozaki a Nyama Gyaltsen z Myanmaru.